# Agnieszka Krukówna
Agnieszka Krukówna (née le 20 mars 1971 à Chorzów, en Pologne) est une actrice polonaise.

## Biographie
À l'âge de 12 ans, sa mère la persuade de participer à un casting pour le film Panny, réalisé par Wojciech Sawa, dans lequel elle joue le rôle d'Iwonka.
Elle joue ensuite dans quelques séries télévisées et poursuit ses études à l'Académie de théâtre Alexandre-Zelwerowicz.
Une fois diplômée en 1995, elle travaille au théâtre Powszechny de Varsovie.

## Vie privée
En 2003, elle se marie, mais cela se termine rapidement par un divorce,.
L'actrice a lutté contre la dépression et la dépendance à l'alcool et aux drogues.

## Récompenses et distinctions
En 1999 elle reçoit l'Aigle de la meilleure actrice pour son rôle dans le film Farba (pl) de Michał Rosa.